# José María Alonso Areyzaga
José María "Pepe" Alonso y Areyzaga, tenista e ingeniero de caminos español (San Sebastián, 28 de marzo de 1890- Córdoba (Argentina), 4 de marzo de 1979)

## Biografía
Nació en San Sebastián el 28 de marzo de 1890 en el seno de una acomodada familia donostiarra con gran tradición deportiva. Su padre fue uno de los introductores del deporte del tenis en la ciudad de San Sebastián y los hermanos de José María fueron también grandes tenistas, especialmente Manuel, el primer tenista español en tener proyección internacional.
José María fue campeón de España individual de tenis en la edición de 1912 del campeonato, que se disputó en su ciudad natal. Con posterioridad, más que por su papel como tenista en solitario, destacó como pareja de dobles de su hermano Manuel. Junto a Manuel participó en la competición de dobles de los Juegos Olímpicos de Amberes 1920 y París 1924. En los Juegos de Amberes José María también participó en la competición individual, aunque no consiguió pasar de primera ronda ni en el torneo individual ni en el de dobles. En París, sin embargo los hermanos fueron quintos y obtuvieron diploma olímpico tras caer en cuartos de final contra la pareja estadounidense que ganaría el oro olímpico. Ese mismo año de 1924 llegó a alcanzar los cuartos de final en el torneo de dobles de Wimbledon. 
Pepe Alonso también participó en la Copa Davis, entre 1921 y 1925, formando parte del equipo español. Llegó a jugar en dicha competición tres partidos de dobles y uno individual.
Además de tenis, José María practicó otros deportes con bastante éxito, como esquí, remo y hockey sobre hierba. En este último deporte se proclamó también campeón de España.
José María Alonso cursó la carrera de ingeniería de caminos. Durante la celebración en Filadelfia de la eliminatoria de la Copa Davis de 1922 entre Australia y España los hermanos Alonso Areyzaga recibieron una oferta de trabajo del empresario James W.Fuller III, quien había visto jugar a Manuel y se había enterado de que los hermanos tenistas españoles eran ingenieros de profesión. Los dos hermanos aceptaron la oferta de Fuller y se trasladaron en 1923 a vivir a Estados Unidos, donde entraron a trabajar como ingenieros en la Fuller Company, empresa dedicada a la fabricación de cintas transportadoras. Manolo solo trabajó un año en la empresa , pero José María siguió trabajando en la Fuller Companu el resto de su vida  laboral. Tras su jubilación regresó a vivir a su casa de San Sebastián, pero posteriormente por motivos de salud decidió instalar su residencia en La Cumbre en las Sierras de Córdoba (Argentina), donde falleció en 1979.

## Enlaces
- José María Areyzaga en la Web Euskomedia
- ABC (6/4/79): José María Alonso fallece en Argentina

- Datos: Q6454743
- Multimedia: José María Alonso / Q6454743